# 5767 Moldun
5767 Moldun è un asteroide della fascia principale. Scoperto nel 1986, presenta un'orbita caratterizzata da un semiasse maggiore pari a 2,2711411 au e da un'eccentricità di 0,1865247, inclinata di 4,45778° rispetto all'eclittica.
L'asteroide è dedicato alla città francese di Meudon, attraverso l'antico nome in lingua gaelica.